# Michael Johnston (calciatore)
Michael Andrew Johnston – noto anche come Mickey – (Glasgow, 19 aprile 1999) è un calciatore irlandese con cittadinanza britannica, attaccante del West Bromwich e della nazionale irlandese.

## Biografia
Nato a Glasgow, in Scozia, ha origini irlandesi per via del nonno, originario di Derry.

## Caratteristiche tecniche
È un'ala sinistra.

## Carriera

### Club
Cresciuto nel settore giovanile del Celtic, Johnston ha esordito in prima squadra il 6 maggio 2017, in occasione del match di Scottish Premiership vinto 4-1 contro il St. Johnstone.
Il 1º settembre 2022, viene ceduto in prestito per una stagione al Vitória Guimarães, nella massima serie portoghese.

### Nazionale
Nel 2018, ha esordito con la nazionale Under-21 scozzese.
Successivamente, ha deciso di rappresentare l'Irlanda, da cui è stato convocato per la prima volta nel marzo 2023. Ha quindi esordito con la selezione irlandese il 22 del mese stesso, sostituendo Michael Obafemi al 63º minuto dell'amichevole vinta per 3-2 contro la Lettonia. Il 19 giugno seguente realizza la sua prima rete per gli irlandesi nel successo per 3-0 contro Gibilterra.

## Statistiche

### Presenze e reti nei club
Statistiche aggiornate al 26 novembre 2024.
| Stagione             | Squadra              | Campionato           | Campionato | Campionato | Coppe nazionali | Coppe nazionali | Coppe nazionali | Coppe continentali | Coppe continentali | Coppe continentali | Altre coppe | Altre coppe | Altre coppe | Totale | Totale |
| Stagione             | Squadra              | Comp                 | Pres       | Reti       | Comp            | Pres            | Reti            | Comp               | Pres               | Reti               | Comp        | Pres        | Reti        | Pres   | Reti   |
| -------------------- | -------------------- | -------------------- | ---------- | ---------- | --------------- | --------------- | --------------- | ------------------ | ------------------ | ------------------ | ----------- | ----------- | ----------- | ------ | ------ |
| 2016-2017            | Celtic               | SP                   | 1          | 0          | SC+CdL          | -               | -               | UCL                | -                  | -                  | -           | -           | -           | 1      | 0      |
| 2017-2018            | Celtic               | SP                   | 3          | 0          | SC+CdL          | 1+0             | 0+0             | UCL+UEL            | -                  | -                  | -           | -           | -           | 4      | 0      |
| 2018-2019            | Celtic               | SP                   | 12+2       | 3+2        | SC+CdL          | 3+1             | 0+0             | UCL+UEL            | 1+4                | 0+0                | -           | -           | -           | 23     | 5      |
| 2019-2020            | Celtic               | SP                   | 11         | 2          | SC+CdL          | 1+2             | 0+1             | UCL+UEL            | 4+4                | 1+2                | -           | -           | -           | 22     | 6      |
| 2020-2021            | Celtic               | SP                   | 8+2        | 0          | SC+CdL          | -               | -               | UCL+UEL            | -                  | -                  | -           | -           | -           | 10     | 0      |
| 2021-2022            | Celtic               | SP                   | 12         | 0          | SC+CdL          | 2+2             | 0+0             | UEL                | 4                  | 0                  | -           | -           | -           | 20     | 0      |
| 2022-2023            | Vitória Guimarães    | PL                   | 25         | 1          | CP+CdL          | 3+3             | 2+0             | -                  | -                  | -                  | -           | -           | -           | 31     | 3      |
| 2023-gen. 2024       | Celtic               | SP                   | 9          | 2          | SC+CdL          | 1+0             | 0+0             | UCL                | 2                  | 0                  | -           | -           | -           | 12     | 2      |
| feb.-giu. 2024       | West Bromwich        | FLC                  | 18+2       | 7          | FACup+CdL       | -               | -               | -                  | -                  | -                  | -           | -           | -           | 20     | 7      |
| ago. 2024            | Celtic               | SP                   | 1          | 0          | SC+CdL          | -               | -               | UCL                | -                  | -                  | -           | -           | -           | 1      | 0      |
| Totale Celtic        | Totale Celtic        | Totale Celtic        | 57+4       | 7+2        |                 | 13              | 1               |                    | 19                 | 3                  |             | -           | -           | 93     | 13     |
| 2024-2025            | West Bromwich        | FLC                  | 13         | 0          | FACup+CdL       | -               | -               | -                  | -                  | -                  | -           | -           | -           | 13     | 0      |
| Totale West Bromwich | Totale West Bromwich | Totale West Bromwich | 31+2       | 7          |                 | -               | -               |                    | -                  | -                  |             | -           | -           | 33     | 7      |
| Totale carriera      | Totale carriera      | Totale carriera      | 113+6      | 15+2       |                 | 19              | 3               |                    | 19                 | 3                  |             | -           | -           | 157    | 23     |

### Cronologia presenze e reti in nazionale
| Cronologia completa delle presenze e delle reti in nazionale ― Irlanda | Cronologia completa delle presenze e delle reti in nazionale ― Irlanda | Cronologia completa delle presenze e delle reti in nazionale ― Irlanda | Cronologia completa delle presenze e delle reti in nazionale ― Irlanda | Cronologia completa delle presenze e delle reti in nazionale ― Irlanda | Cronologia completa delle presenze e delle reti in nazionale ― Irlanda | Cronologia completa delle presenze e delle reti in nazionale ― Irlanda | Cronologia completa delle presenze e delle reti in nazionale ― Irlanda |
| Data                                                                   | Città                                                                  | In casa                                                                | Risultato                                                              | Ospiti                                                                 | Competizione                                                           | Reti                                                                   | Note                                                                   |
| ---------------------------------------------------------------------- | ---------------------------------------------------------------------- | ---------------------------------------------------------------------- | ---------------------------------------------------------------------- | ---------------------------------------------------------------------- | ---------------------------------------------------------------------- | ---------------------------------------------------------------------- | ---------------------------------------------------------------------- |
| 22-3-2023                                                              | Dublino                                                                | Irlanda                                                                | 3 – 2                                                                  | Lettonia                                                               | Amichevole                                                             | -                                                                      | 63’                                                                    |
| 27-3-2023                                                              | Dublino                                                                | Irlanda                                                                | 0 – 1                                                                  | Francia                                                                | Qual. Euro 2024                                                        | -                                                                      | 77’                                                                    |
| 16-6-2023                                                              | Atene                                                                  | Grecia                                                                 | 2 – 1                                                                  | Irlanda                                                                | Qual. Euro 2024                                                        | -                                                                      | 46’                                                                    |
| 19-6-2023                                                              | Dublino                                                                | Irlanda                                                                | 3 – 0                                                                  | Gibilterra                                                             | Qual. Euro 2024                                                        | 1                                                                      | 46’                                                                    |
| 13-10-2023                                                             | Dublino                                                                | Irlanda                                                                | 0 – 2                                                                  | Grecia                                                                 | Qual. Euro 2024                                                        | -                                                                      | 70’                                                                    |
| 16-10-2023                                                             | Faro                                                                   | Gibilterra                                                             | 0 – 4                                                                  | Irlanda                                                                | Qual. Euro 2024                                                        | 1                                                                      | 66’                                                                    |
| 18-11-2023                                                             | Amsterdam                                                              | Paesi Bassi                                                            | 1 – 0                                                                  | Irlanda                                                                | Qual. Euro 2024                                                        | -                                                                      | 77’                                                                    |
| 21-11-2023                                                             | Dublino                                                                | Irlanda                                                                | 1 – 1                                                                  | Nuova Zelanda                                                          | Amichevole                                                             | -                                                                      | 78’                                                                    |
| 23-3-2024                                                              | Dublino                                                                | Irlanda                                                                | 0 – 0                                                                  | Belgio                                                                 | Amichevole                                                             | -                                                                      | 71’                                                                    |
| 26-3-2024                                                              | Dublino                                                                | Irlanda                                                                | 0 – 1                                                                  | Svizzera                                                               | Amichevole                                                             | -                                                                      | 57’                                                                    |
| 11-6-2024                                                              | Aveiro                                                                 | Portogallo                                                             | 3 – 0                                                                  | Irlanda                                                                | Amichevole                                                             | -                                                                      | 53’                                                                    |
| 13-10-2024                                                             | Atene                                                                  | Grecia                                                                 | 2 – 0                                                                  | Irlanda                                                                | UEFA Nations League 2024-2025 - 1º turno                               | -                                                                      | 73’                                                                    |
| 14-11-2024                                                             | Dublino                                                                | Irlanda                                                                | 1 – 0                                                                  | Finlandia                                                              | UEFA Nations League 2024-2025 - 1º turno                               | -                                                                      | 85’                                                                    |
| 20-3-2025                                                              | Plovdiv                                                                | Bulgaria                                                               | 1 – 2                                                                  | Irlanda                                                                | UEFA Nations League 2024-2025 - Play-off                               | -                                                                      | 51’ 76’                                                                |
| 23-3-2025                                                              | Dublino                                                                | Irlanda                                                                | 2 – 1                                                                  | Bulgaria                                                               | UEFA Nations League 2024-2025 - Play-off                               | -                                                                      | 40’ 65’                                                                |
| Totale                                                                 |                                                                        | Presenze                                                               | 15                                                                     |                                                                        | Reti                                                                   | 2                                                                      |                                                                        |

## Palmarès

### Club

#### Competizioni nazionali
- Campionato scozzese: 5

Celtic: 2016-2017, 2017-2018, 2018-2019, 2019-2020, 2021-2022
- Coppa di Scozia: 4

Celtic: 2016-2017, 2017-2018, 2018-2019, 2019-2020
- Coppa di Lega scozzese: 4

Celtic: 2017-2018, 2018-2019, 2019-2020, 2021-2022